# Паршал (Северна Дакота)
Паршал (енгл. Parshall) град је у америчкој савезној држави Северна Дакота.

## Демографија
По попису из 2010. године број становника је 903, што је 78 (-8,0%) становника мање него 2000. године.
| Група             | 2000.       | 2010.       |
| Белци             | 408 (41,6%) | 273 (30,2%) |
| Афроамериканци    | 3 (0,3%)    | 3 (0,3%)    |
| Азијати           | 0 (0,0%)    | 0 (0,0%)    |
| Хиспаноамериканци | 32 (3,3%)   | 59 (6,5%)   |
| Укупно            | 981         | 903         |